# Anti-Form
Anti-Form, aussi appelé Systems art, est un mouvement d'art américain datant de la fin des années 1960. Plusieurs mouvements artistiques peuvent s'y retrouver comme l'arte Povera, le land art, l'art conceptuel. 
Les artistes insistent sur le côté "non-fixe" de leur création, ces dernières étant destinées à évoluer avec le temps et dans l'espace dans lequel elles sont exposées.
Les termes Cybernetic art, Generative Systems, Process art et Systems art sont parfois utilisés.